# František Herink
František Herink (30. dubna 1901 Slaný – ?) byl československý dobrovolný hasič a spolupracovník protinacistického odboje.

## Život

### Hasičské prostředí
Roku 1939 působil ve výboru hasičského sboru ve Slaném, od roku 1940 pracoval na pozici hlavního zpravodaje dorostu a žactva. Spolu se svými kolegy se aktivně podílel na výstavbě Hasičského domu ve Slaném, na jejíž stavbě osobně odpracoval celkem 214 hodin. Nová sídelní budova se zbrojnicí v Lázeňské ulici byla slavnostně otevřena v roce 1940 a v současnosti ji využívá Hasičský záchranný sbor České republiky.  

### Období okupace
František Herink patřil mezi několik dobrovolných hasičů ze Slaného, kteří během německé okupace spolupracovali s domácím protinacistickým odbojem. Byl napojen na hasičský odboj, ve kterém se pohyboval společně se starostou sboru Miroslavem Hakenem a velitelem sboru Josefem Sušánkem. 
Před zatčením Miroslava Hakena gestapem ukryl společně se Sušánkem materiály, které jim Haken v obavách z prozrazení předal. Miroslav Haken z pověření Ministerstva národní obrany přechovával zbraně, munici a písemnosti. Následný úkryt materiálů byl pravděpodobně pod úrovní terénu v prostoru zahrady manželů Herinkových. 
Dne 24. ledna 1945 byl internován do věznice gestapa v terezínské Malé pevnosti. Věznění přežil a po osvobození 8. května 1945 se vrátil domů.